# Erzgebirgs-Rundfahrt
Die Erzgebirgs-Rundfahrt ist ein Straßenradrennen in Deutschland, das bereits 1939 vom NSRL-Industrie- und Handelskreis Chemnitz und ab 1953 vom Deutschen Radsport-Verband der DDR (DRSV) ausgerichtet wurde und ab 1996 vom Chemnitzer Polizeisportverein (CPSV) veranstaltet wird. Start- und Zielort des Rennens war Karl-Marx-Stadt, heute Chemnitz. Es fand auch unter dem Namen Rund um das Erzgebirge statt.

## Geschichte
Das Rennen wurde 1953 zum ersten Mal in den Kalender des DRSV aufgenommen. Mehrfach hatte es den Charakter eines Auswahlrennens der DDR-Leistungsklasse zur Ermittlung der Mannschaft für die UCI-Straßen-Weltmeisterschaften. Es fand in der DDR in der Regel im Juli oder August statt.
Die größten Schwierigkeiten des Bergkurses sind der Einsiedler Berg und der Wolkensteiner Anstieg. 1954 wurde die Erzgebirgs-Rundfahrt auch als DDR-Meisterschaft im Straßenrennen ausgetragen, Gustav-Adolf Schur siegte mit fünf Minuten Vorsprung vor Detlef Zabel und Benno Funda.
Später wurde das Rennen vom Chemnitzer Polizeisportverein (CPSV) als Rennen für Freizeitsportler wieder neu veranstaltet. Auch als Rennen im Leistungssport veranstaltet der CPSV das Rennen wieder seit 1995. Seit 2015 ist das Rennen auch Bestandteil der Rad-Bundesliga.

## Sieger
- 1939 Karl Heide (Adler)
- 1953 Horst Siegel (Wismut Chemnitz)
- 1954 Gustav-Adolf Schur (SC Wissenschaft DHfK Leipzig)
- 1955 Horst Tüller (SC Einheit Berlin)
- 1956 Emil Reinecke (SC Wissenschaft DHfK Leipzig)
- 1957 Günter Lörke (SC Wissenschaft DHfK Leipzig)
- 1958 Johannes Schober (SC Wismut Karl-Marx-Stadt)
- 1959 Johannes Schober (SC Wismut Karl-Marx-Stadt)
- 1960 Helmut Stolper (SC Wismut Karl-Marx-Stadt)
- 1961 Egon Adler (SC Wismut Karl-Marx-Stadt)
- 1962–1972 nicht ausgetragen
- 1973 Wolfgang Lötzsch (BSG Motor Ascota Karl-Marx-Stadt)
- 1974 Wolfgang Lötzsch (BSG Motor Ascota Karl-Marx-Stadt)
- 1975–1981 nicht ausgetragen
- 1982 Thomas Barth (SG Wismut Gera)
- 1983 Wolfgang Lötzsch (BSG Motor Ascota Karl-Marx-Stadt)
- 1984 nicht ausgetragen
- 1985 Wolfgang Lötzsch (BSG Motor Ascota Karl-Marx-Stadt)
- 1986 Wolfgang Lötzsch (BSG Motor Ascota Karl-Marx-Stadt)
- 1987 nicht ausgetragen
- 1988 Lutz Lötzsch (SC Karl-Marx-Stadt)
- 1989 Dirk Schiffner (SC Karl-Marx-Stadt)
- 1990–1995 nicht ausgetragen
- 1996 Dirk Müller (RSG Hameln)
- 1997 Martin Müller (Agro-Adler Brandenburg)
- 1998 Jürgen Werner (SC DHfk Leipzig)
- 1999 Thomas Heidrich (SC Cottbus)
- 2000 Thomas Heidrich (SC Cottbus)
- 2001 Fabian Wegmann (RG LG Frankfurt am Main)
- 2002 Eric Baumann (TEAG Köstritzer)
- 2003 Sven Krauß (Die Hofbräu Radler)
- 2004 Linus Gerdemann (Winfix Techem)
- 2005 Carlo Westphal (Team Sparkasse)
- 2006 Dominik Roels (Team Akud Arnolds Sicherheit)
- 2007 Michael Franzl (Team Heizomat)
- 2008 Simon Geschke (KED-Bianchi-Radteam Berlin)
- 2009 John Degenkolb (Thüringer Energie Team)
- 2010 Maximilian May (Thüringer Energie-Team)
- 2011 Michel Koch (LKT Team Brandenburg)
- 2012 Christopher Hatz (Team Bergstraße)
- 2013 Yannick Mayer (BIKEsportworld-Bad Krozingen)
- 2014 Marcel Fischer (Team Rothaus)
- 2015 Marcel Fischer (Racing Students)
- 2016 Raphael Freienstein (Team Kuota-Lotto)
- 2017 Raphael Freienstein (Team Lotto–Kern Haus)
- 2018 Mario Vogt (Team Sapura)
- 2019 John Mandrysch (P&S Metalltechnik)
- 2020 nicht ausgetragen
- 2021 Tom Lindner (P&S Metalltechnik)
- 2022 Jan Hugger (Team Lotto–Kern Haus)
- 2023 Pierre-Pascal Keup (Team Lotto–Kern Haus)
- 2024 Vincent John (Rad-Net Oßwald)
- 2025 Johannes Adamietz (REMBE rad-net)[4]